# Camp Sears
Camp Sears war ein Stützpunkt der US Army drei Kilometer außerhalb von Uijeongbu und 32 km nördlich von Seoul, Südkorea. Die Einrichtung umfasste Unterkünfte für Militär- und Zivilpersonal, die zu den Unterstützungseinheiten der 2. US-Infanteriedivision gehörten. Camp Sears lag in der Nähe von Camp Red Cloud, dem Hauptquartier der 2. US-Infanteriedivision und Camp Stanley und war wesentlich weniger umfangreich ausgestattet.

## Name
Der Stützpunkt war nach Sergeant First Class Jerome Fargo Sears der 45th Infantry Division benannt. Er starb 1952 im Koreakrieg und bekam posthum das Distinguished Service Cross verliehen.

## Ehemals stationierte Einheiten
- E-Company, 702. Main Support Battalion
- HHB, 5th Battalion, 5. Air Defense Artillery

## Schließung

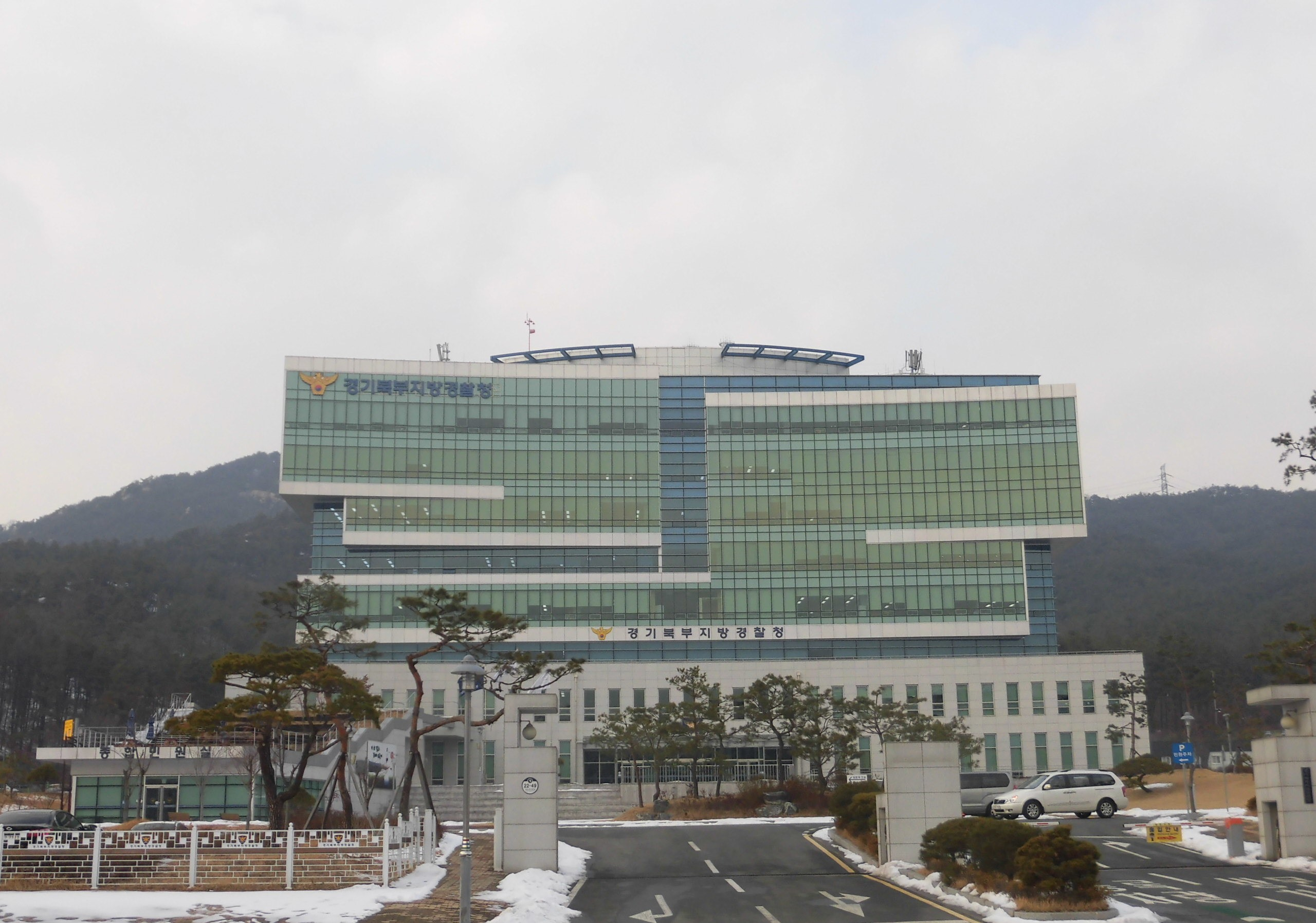
Gyeonggi Bukbu Provincial Police Agency auf dem ehemaligen Gelände von Camp Sears

Der Stützpunkt wurde im Rahmen des Truppenabbaus der US-Streitkräfte in Südkorea zusammen mit diversen weiteren militärischen Einrichtungen im Jahr 2005 geschlossen. Das Grundstück wurde 2007 an die Republik Korea zurückgegeben und vom Verteidigungsministerium übernommen. Von 2009 bis 2012 beauftragte das Ministerium die Korea Environment Corporation das Gelände zu reinigen. Insbesondere die Verunreinigungen durch neun Öltanks war bis zu 73 mal über dem in Südkorea tolerierten Höchstwert. Danach kaufte die Stadt Uijeongbu das Land und plante die Errichtung mehrere Gebäude für die Stadtverwaltung und die Bevölkerung. Kurz nach dem Anfang 2018 der Bau für ein neues Feuerwehrhauptquartier begann, wurden alle Bautätigkeiten gestoppt, da in Bodenproben noch immer zu Werte an Mineralölkohlenwasserstoffe nachgewiesen wurden. Im Jahr 2020 wurde das neue Hauptquartier der Provinz- und Stadtfeuerwehr in Betrieb genommen. Auf dem Gelände sind zudem die Gyeonggi Bukbu Provincial Police Agency und ein Gebäude der Stadtverwaltung.